# 계찬겸
계찬겸(桂燦謙, 1890년 7월 6일 ~ ?)은 일제강점기의 교사 출신 관료이다.

## 생애
평안북도 정주군의 교육자 집안 출신이다. 한성부로 유학하여 관립한성사범학교를 1911년에 졸업하였고, 곧바로 평안북도의 창성공립보통학교 훈도로 임명되면서 이 지역에서 교육자로 근무했다.
1920년에 조선총독부 평안북도 시학(視學)으로 뽑혀서 교육행정을 담당하는 관료로 전업했다. 이때부터 2년 동안 평북의 교육행정을 맡았고, 그 사이 소학교 및 보통학교 교원임시시험위원으로도 활동했다.
1924년에는 조선총독부 군수에 임명되어 평북 녕변군에 발령을 받았다. 녕변군수로 재직 중이던 1928년에 다이쇼대례기념장을 받은 바 있다. 이후 초산군과 박천군 군수를 차례로 역임했다. 1932년에 훈6등 서보장을 받고 고등관 5등으로 승진했다. 1932년을 기준으로 종6위에 서위되어 있었다.
1935년 조선총독부가 총독부의 조선 통치를 도운 공로자 353명을 뽑아 펴낸 《조선공로자명감》에도 실려 있다. 당시 직책은 군수로 되어 있다.
2008년 민족문제연구소가 발표한 민족문제연구소의 친일인명사전 수록예정자 명단 중 관료 부문에 포함되었으며 2009년 친일반민족행위진상규명위원회가 발표한 친일반민족행위 705인 명단에 포함되었다.

## 참고자료
- 계찬겸(桂燦謙) - 국사편찬위원회